# Reamonn
Reamonn est un groupe de pop rock allemand, dont les membres viennent de plusieurs pays européen. Après plus de dix ans d'activité, le groupe décide de se séparer en 2010 après la sortie d'un best-of intitulé Eleven.

## Biographie
Le groupe est formé en 1999 en Allemagne. Il est composé d'un chanteur irlandais (Raymond « Rea » Garvey) et de quatre musiciens allemands (Mike « Gomezz » Gommeringer (batterie), Uwe Bossert (guitare), Sebastian « Sebi » Padotzke (multi-instruments) et Philipp « Phil » Rauenbusch (basse)), qui se sont retrouvés à la fin 1998, avec une énorme envie de faire de la musique ensemble.
Le quintet fait ses débuts par la scène, où ils proposent un mélange de rock et de pop (pop rock) avec un punch hors-norme. Après six mois de live incessants, Reamonn se fait remarquer par Virgin, qui lui signe un contrat. Tuesday, le premier album, sort fin 2000 en Allemagne et connait dès sa sortie un énorme succès, où il bat tous les records de vente, atteignant le sommet des charts.
Le succès se propage un peu partout en Europe (Portugal, Irlande, etc.) mais très peu en France malgré un timide début de diffusion en 2006 sur Europe 2. En 2006 toujours, ils invitent Lucie Silvas pour chanter le titre The only ones. Ils font également l'avant-première lors de la tournée de Nelly Furtado.
À la fin août 2010, Reamonn annonce sa séparation après onze ans d'activité. Le best-of Eleven, qui comprend trois nouvelles chansons, est publié. Rea Garvey explique peu de temps après, que les membres « aimeraient se séparer pour une durée indéterminée » et ont parlé entre eux d'une « pause créative ». En mars 2012, cependant, Garvey ajoute : « À un certain moment, l'oxygène était parti et la routine est revenue. [...] Je suis définitivement hors du groupe. Bien sûr, on garde toujours une porte ouverte. Qui sait ce qu'il pourrait se passer demain ? Mais en ce moment, je suis entièrement concentré sur ma carrière solo. ». 
Les derniers concerts de Reamonn ont lieu les 6 et 7 novembre 2010 au PV LIVE!, dans le hall 9 du centre d'exposition de Hanovre. 

## Discographie
- 2000 : Tuesday
- 2001 : Dream No.7
- 2003 : Beautiful Sky
- 2004 : Raise Your Hands
- 2006 : Wish
- 2008 : Reamonn
- 2010 : Eleven